# Індійська область

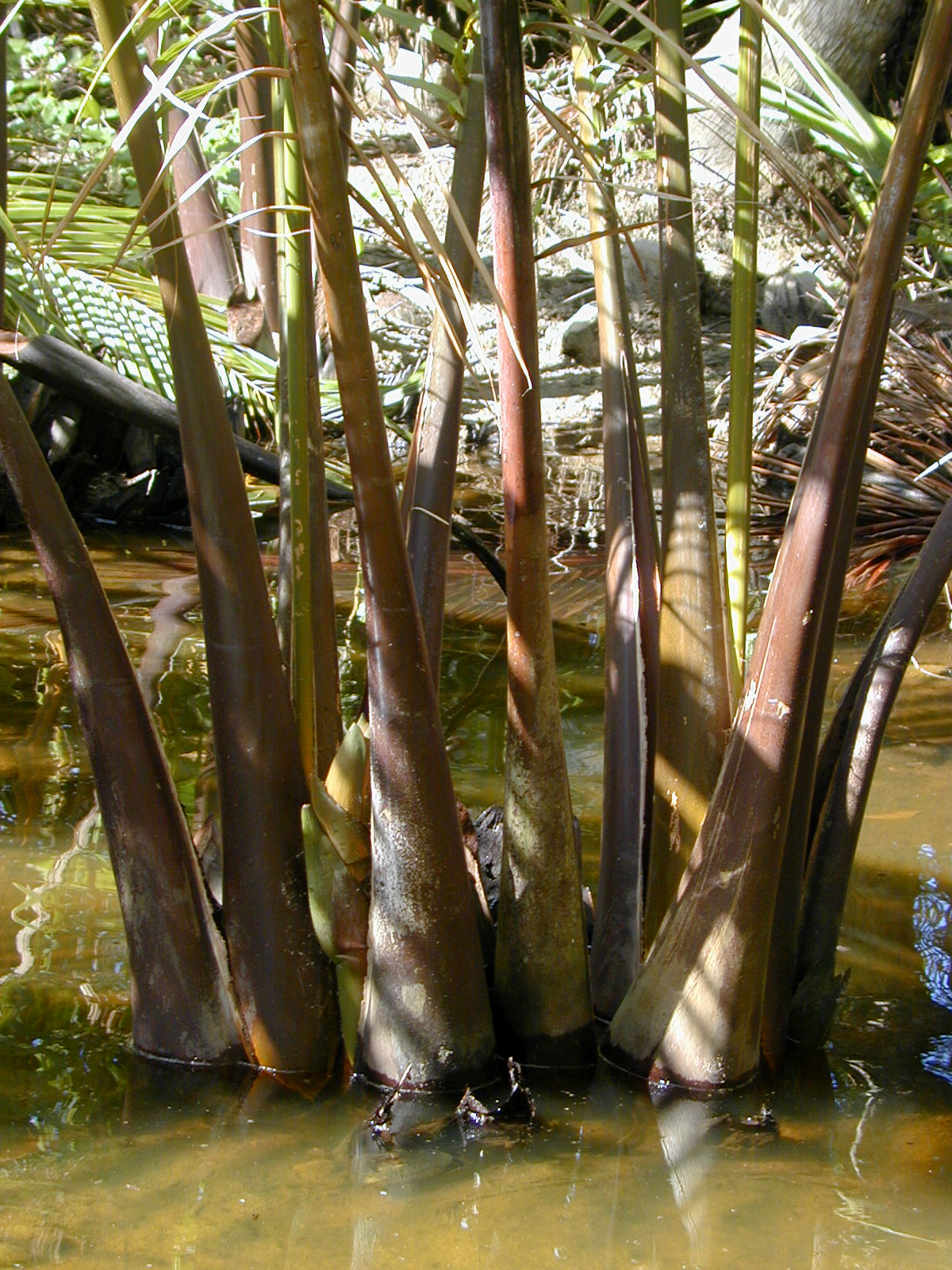
Зарості пальми ніпа (Nypa fruticans).

Індійська область належить до Палеотропічного флористичного царства  Індо-Малезійського підцарства. До Індійської області входять Індостан, велика частина Індо-Гангської рівнини (за винятком західних частин, що належать до Судано-Анголезької області), Шрі-Ланка (Цейлон), Лаккадівські і Мальдівські острови і архіпелаг Чагос. На півночі межа області доходить до субтропічної зони Гімалаїв.
Ендемічні родини відсутні, і тільки близько 50 ендемічних родів, більшість яких до того ж монотипні і мають дуже локальне поширення. Тому  флору Індійської області не можна вважати дуже самобутньою.
Але видовий ендемізм дуже високий, особливо на п-ові Індостан, де число ендемічних видів досягає 2100.
Природна рослинність Індійської області дуже змінена людиною, а у багатьох найбільш густонаселених місцях майже не збереглася. На усьому західному узбережжі п-ова Індостан, від Бомбея до південного його краю, в південно-західній частині Шрі-Ланки, в пониззях Гангу і Брахмапутри ростуть тропічні дощові ліси, для яких характерні види діптерокарпуса (Dipterocarpus, родина діптерокарпових).
Порівняно великі простори займають напівлистопадні і листопадні сезонні ліси (що називаються часто мусонними), зокрема салові ліси (сал — Shorea robusta, родина діптерокарпових), що збереглися головним чином у вигляді вузької смуги уздовж південного підніжжя Гімалаїв, тікові ліси (тік — Tectona grandis, родина вербенових), що займають великі простори в Західних Гатах і у центральній частині п-ова Індостан, а також змішані ліси.
Величезні простори займають рідколісся, зарості колючих кущів, савани і злаковники, на місці яких у минулому росли ліси. Уздовж смуги мілководдя біля морських берегів, захищених від сильного прибою і періодично затоплюваних морем, розвивається мангрова рослинність. По гирлах річок, за винятком тих, що впадають в Аравійське море, по лагунах і прибережних болотах з внутрішньої сторони мангрів розвинені зарості безстеблової пальми ніпа (Nypa fruticans).